# Fere Seyon

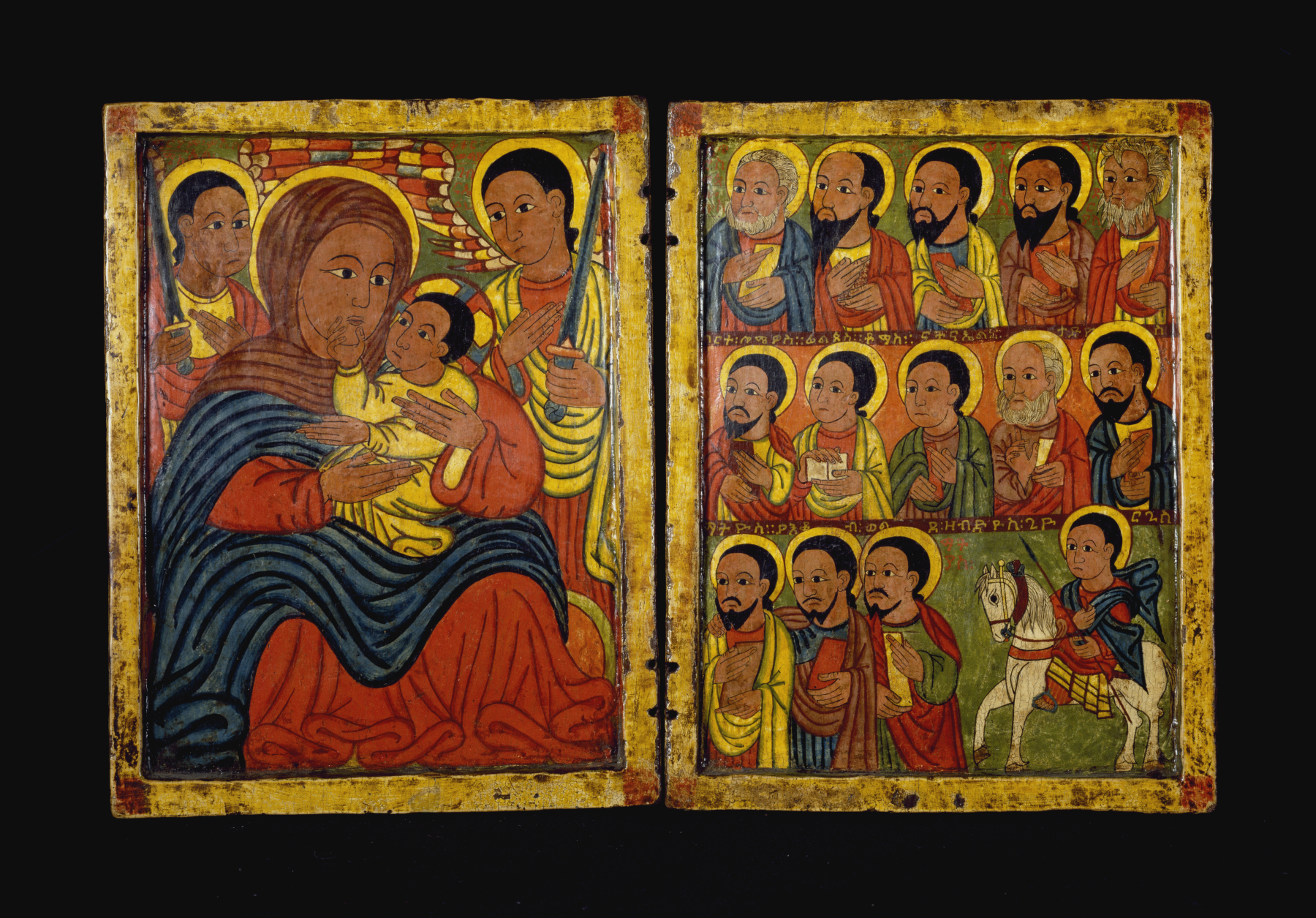
Diptyque de l'école de Fere Seyon (fin du XVe siècle, Walters Arts Museum)

Fere Seyon (en transcription exacte Fərē Șeyōn, c'est-à-dire « Fruit de Sion ») est un peintre d'icônes éthiopien contemporain de l'empereur Zara Yaqob (regn. 1434-1468).

## Identification
Son nom est connu par la signature qu'il a laissée sur une seule icône, conservée dans le monastère de Daga Estifanos sur une île du lac Tana : « Cette peinture a été réalisée du temps de l'empereur Zara Yaqob et de notre abbé Yeshaq de Daga. Je suis le peintre, Fere Seyon, pauvre pécheur de Dabra Gwegweben. Faites mémoire de moi dans vos prières, vous enfants de ce lieu, pour l'éternité, amen, amen ». Cette grande icône (178 cm x 102 cm), tempera sur bois, représente sur un registre supérieur une Vierge à l'Enfant flanquée par des anges, et sur un registre inférieur saint Étienne le premier martyr (patron du monastère) entouré de saint Pierre et de saint Paul. Dabra Gwegweben est un autre monastère des îles du lac Tana. Une étude stylistique a permis d'attribuer à l'artiste un certain nombre d'autres œuvres (des panneaux d'autels, une toile peinte au monastère de Daga, une croix-icône à Gwegweben...), et de définir plus largement une « école de Fere Seyon ».
L'œuvre de cet artiste correspond à la politique religieuse de l'empereur contemporain Zara Yaqob, souverain théologien et dévot de la sainte Vierge, qui institua trente-deux célébrations de Marie dans le calendrier et favorisa la production d'hymnes et d'icônes mariales. C'est sous ce règne que se développa en Éthiopie la peinture sur panneau de bois. Stylistiquement, l'« école de Fere Seyon » se caractérise par des faces ovales, des chairs à la teinte mate, les yeux en amande, les nez et les sourcils rendus par un trait, des drapés opposant deux ou trois couleurs et suggérant les plis ; elle renouvela nettement la peinture religieuse éthiopienne. Marilyn E. Heldman, dans sa monographie, y décèle des influences byzantines, italo-byzantines et crétoises, mais aussi, par certains motifs, de l'art toscan du Trecento et du Quattrocento.
Fere Seyon est le premier peintre éthiopien (et le seul de son époque) dont on connaisse le nom. Ensuite est connu Niccolò Brancaleone, dit en Éthiopie Merqoreyos, un Vénitien arrivé dans le pays vers 1480.